# Histoire de Sciences Po Paris
L'histoire de Sciences Po Paris retrace l'évolution de l'Institut d'études politiques de Paris, du dépôt de ses statuts le 2 décembre 1871 par Émile Boutmy sous le nom d'École libre des sciences politiques, à aujourd'hui. L'école a connu, au cours de son histoire, divers statuts, rattachements administratifs, et évènements marquants.

## Directorat Boutmy

### Genèse et création de l’École libre des sciences politiques (1871-1872)
La France connaît, entre 1870 et 1872, de multiples crises politiques qui bouleversent le paysage politique français et les consciences : la guerre franco-allemande de 1870 se solde par la chute du Second Empire, les événements de la Commune de Paris et la proclamation de la Troisième République. L'Allemagne se trouve unifiée comme pays et la défaite de la France est perçue comme la défaite des élites françaises et du système éducatif des dirigeants. Parallèlement, plusieurs intellectuels militent depuis moins d'un siècle pour la mise en place d'un enseignement moderne des choses politique. Denis Diderot avait appelé de ses vœux la création d'une « école de politique ou des affaires publiques » dès 1775. L'échec de l'Académie de législation (1801-1805), balayée par les facultés de droit structurées peu après, fait disparaître l'enseignement conjoint du droit, de l'économie et des questions gouvernementales.
Au début des années 1870, le professeur Émile Boutmy, inspiré par La Réforme intellectuelle et morale d'Ernest Renan, projette de créer un institut d'enseignement qui ait pour double fonction de permettre l'éclosion des sciences politiques en France d'une part, et de former une nouvelle élite qui soit fondée sur ses connaissances de la chose publique d'autre part. Cette école devait être une alternative à l'École polytechnique et l'École normale supérieure de la rue d'Ulm, considérées comme trop professionnelles. Il expose son projet dans une lettre du 25 février 1871 à Ernest Vinet : « créer l'élite qui, de proche en proche, donnera le ton à toute la nation », car il manque à la France « d'avoir su faire essaimer tous les ans deux ou trois cents esprits hautement cultivés qui, mêlés dans la masse, y auraient maintenu le respect du savoir, l'attitude sérieuse des intelligences et l'habitude saine de faire difficilement des choses difficiles ». Il souhaite ainsi créer « un système organisé de haute culture ou, si vous voulez, de haute conformation libérale ». Son objectif est que l'école des sciences politiques ne soit pas extérieure aux débats de société, mais au contraire, pleinement membre de la cité : « Rien ne serait plus funeste à une école comme la nôtre que de s'isoler, de se tenir en dehors du mouvement des esprits et de se défendre contre les bruits de la vie ».
Le projet est édifié avec René Stourm et Hippolyte Taine, sous le nom de « Faculté libre des Sciences politiques ». Il est projeté de créer un établissement privé, séparé des facultés de droit, qui enseigne la chose publique dans son intégralité. Il est alors porté par un courant intellectuel Républicainépublicanisme. Boutmy est entouré d'hommes de sciences tels qu'Hippolyte Taine, Ernest Renan, Albert Sorel, Paul Leroy-Beaulieu et René Stourm. François Guizot apporte son soutien moral en faisant publier dans un journal : « Votre projet m'inspire une sérieuse sympathique mêlée d'un peu de sollicitude. Vous entreprenez une œuvre presque aussi difficile que nécessaire à accomplir ». La Société de législation comparée apporte son soutien.
L’École libre des sciences politiques est officiellement créée par Émile Boutmy en février 1871. Le titre d'école est choisi pour distinguer l'établissement de l'université, et pour distinguer les enseignements qui y sont tenus des conférences du soir qui sont alors données à Paris ; le terme de « sciences politiques » est, lui, nouveau. Les statuts sont déposés devant notaire le 2 décembre 1871. Boutmy rassemble autour de lui un comité dits de fondateurs, composé d'Édouard André, Victor Nau de Champlouis, Germer Baillère, Paul-Henri Lanjuinais, Jacques Siegfried, Émile Beaussire, Paul Hély d'Oyssel, Edmond Rousse, Hippolyte Taine et Paul Tripier.
Les financeurs appartiennent quasiment tous au centre gauche de leur temps, et sont pour beaucoup protestants. Émile de Girardin devient rapidement actionnaire. Jacques Siegfried et Jules Siegfried organisent la collecte des fonds. Alfred André, Adolphe d'Eichthal, Émile-Justin Menier, ainsi que l'ami de Boutmy, Edmond Schérer, participent. On compte également la famille Casimir-Perier ainsi que Léon Say. Henri Germain, Paul de Rémusat et Jules Favre apportent leur appui moral. 183 souscripteurs apportent des fonds, et l'école est constituée comme société anonyme avec 200 actions. Les actionnaires renoncent à recevoir des dividendes. Hétéroclite, le conseil d'administration compte des soutiens du Second Empire comme des orléanistes, anciens soutiens de Louis-Philippe Ier. On trouve, parmi les actionnaires de 1872-1873, les familles de Pourtalès, Rothschild (qui détient 15 % du capital), Hély d'Oissel, Lanjuinais, de Chabot, Seillière, Aristide Boucicaut, Eugène Bersier, Alexandre de Girardin, et les Siegfried.

### Premières années (1872-1876)
Boutmy devient le premier directeur de son établissement lorsque ses statuts sont déposés, le 2 décembre 1871. Il met en place lui-même les enseignements et recrute les enseignants. Il fixe les grandes lignes de l'enseignement de son établissement : un enseignement proche de l'état présent des choses et de l'état de la connaissance. Les statuts disposent que l'enseignement est réparti sur deux années, à raison de 6 à 8 mois de cours par an.
Il envisage l'enseignement de toutes les disciplines concourant à la compréhension de la politique, allant des langues aux « progrès de l'anthropologie et des sciences biologiques », sans oublier les « grandes théories qui ont renouvelé les sciences physiques et mathématiques ». Boutmy divise les cours en deux types : les cours intérieurs (réservés aux inscrits) et les cours extérieurs, dédiés aux auditeurs libres souvent venus des universités.
Plusieurs cours sont proposés, qui couvrent des domaines aussi variés que la géographie politique ou encore la sociologie politique, qui ne portent souvent pas encore ces noms. L'histoire est enseignée de manière contemporaine, car le programme décidé par Boutmy remonte à la Révolution française, parfois à la fondation des États-Unis en 1776, au plus loin aux traités de Westphalie (1648). Deux cours d'économie sont proposés, un cours d'économie du travail et de la richesse, et un cours de théories économiques.
La première année scolaire commence en 1872. Elle est un succès avec, selon les sources, 89, ou 95, élèves inscrits, dont la plupart étudiants en droit, mais aussi deux pasteurs, quelques avocats, un professeur (Paul Gide), des attachés d'ambassade ou du ministère des Affaires étrangères. Les frais de scolarité sont de 70 francs. Les locaux sont alors situés au 17, rue de l'Abbaye. Les premiers enseignants sont Henri Gaidoz (géographie politique), Albert Sorel (histoire diplomatique), Anatole Dunoyer (histoire des doctrines économiques), Pierre Émile Levasseur (histoire des progrès agricoles, industriels et commerciaux), Paul Leroy-Beaulieu (histoire financière), et Paul Janet (sociologie). La conférence de rentrée est donnée par Hippolyte Taine, et la première leçon est donnée le 15 janvier, par Sorel, âgé de 29 ans. Sur les quatorze cours prévus pour le premier semestre (janvier à juillet 1872), seuls six sont assurés.
L'école déménage dans un appartement au n°16 de la rue Taranne au bout d'un semestre ; la bibliothèque de l'établissement y était déjà localisée. La nouvelle année scolaire voit une première augmentation du nombre de cours, quatre nouveaux cours traitant respectivement de l'histoire militaire, de la statistique, de l'administration publique comparée et du droit criminel comparé. L'un d'eux est dispensé par Alexandre Ribot. Henri Pigeonneau est également recruté. Boutmy crée les conférences de méthode et, convaincu de la nécessité pour les étudiants de maîtriser des langues étrangères, il crée des enseignements d'anglais, d'allemand, d'arabe et de russe, dont certains sont assurés par l'Institut national des langues et civilisations orientales (INALCO) à la suite d'un accord en 1886. Une salle de travail pour les étudiants est ouverte pour les accueillir lorsqu'ils n'ont pas cours. Boutmy crée un système de bourses de voyage pour les meilleurs élèves. Boutmy cherche à demeurer non loin de la faculté de droit de l'université de Paris, afin que les élèves puissent suivre deux cursus en même temps.
L'école connaît toutefois des années difficiles. Les effectifs stagnent, et les abandons en cours d'année scolaire se font plus fréquents. Des initiatives sont prises dès 1874 pour augmenter le budget publicitaire de l'école. Très vite, l'offre de cours de l'école est indexée sur le programme des concours de la haute fonction publique, et notamment celui du Conseil d'État. Le ministère des Affaires étrangères confie même à des enseignants de l'école le soin de rédiger les programmes du nouveau concours de recrutement en 1877. Si cela donne une nouvelle utilité sociale à l'école, Boutmy est tiraillé entre la mue de l'ELSP en une école d'administration et sa volonté d'en faire une authentique université académique.

### Développement et affirmation (1876-1906)
En 1876, l'école est expropriée de ses locaux, rue Taranne, afin de permettre le percement du boulevard Saint-Germain. L'école loue dès lors un bâtiment situé au n°15, rue des Saints-Pères. En 1875, l'association des anciens élèves est créée.
L'existence de l'école est remise en cause en 1876, lorsqu'Hippolyte Carnot cherche à créer une nouvelle École d'administration, qui aurait remis en cause l'existence de l'ELSP. Boutmy traite directement avec Jules Simon pour tenter d'empêcher la création de l'école. Jules Ferry souhaite que l’État ait la main sur les nominations et le budget. Boutmy propose un compromis par lequel l'école disposerait d'un « comité de perfectionnement », congrès du conseil d'administration et des représentants de l’État, qui déciderait des subventions publiques à l'école, sans avoir plus de pouvoir. Le projet est enterré, mais Ferry revient à la charge en proposant que l’État achète les actions de l’École pour 120 000 francs, et qu'elle soit dirigée par un conseil de direction composé de professeurs nommés par Boutmy, de hauts fonctionnaires, et de membres de l'Académie des sciences morales et politiques. L'école devait être renommée « École supérieure des sciences politiques et administratives ». L'accord n'est toutefois finalement pas signé du fait du blocage de la Commission du budget, et l'école libre peut continuer son parcours. La raison d'être de l'école est ensuite remise en question lors de la controverse Bufnoir-Boutmy sur l'enseignement du droit, où Boutmy défend son école (et à travers elle, la spécificité de la science politique) face aux velléités de Claude Bufnoir et de l'université de Paris d'enseigner cette discipline comme une simple extension du droit public.
Le poids croissant de l'école dans la formation des hauts fonctionnaires et dans le champ du droit provoque des frictions avec les facultés de droit. Après une première période de bonne entente, les facultés de droit mènent une offensive à partir de 1881 pour réformer les études de droit et instituer une licence et un doctorat en sciences politiques et administratives, menaçant le caractère singulier de l'école. Boutmy défend l'école auprès du gouvernement et obtient le recul des facultés de droit.
L'avenir de l'école étant assurée, pour le moment, Boutmy lance des réformes internes. Afin de clarifier le programme d'enseignement, deux filières (sections) sont créées au sein de l'école : la section administrative, et la section diplomatique. En 1884, deux nouvelles sections sont créées : section économique et financière, et une section générale (droit et économie),. En 1886, une section dite coloniale, devant former les cadres de l'Empire colonial français, est ouverte, avant d'être fermée en 1889. Au tournant du siècle, une année de scolarité coûte 300 francs (1 000€ de 2022 environ).
Grâce à la professionnalisation de l'école, qui devient un lieu de préparation des concours de la haute fonction publique, l'école gagne en notoriété et en attractivité. Boutmy réussit à faire reconnaître le diplôme de l'ELSP comme équivalent des diplômes d’État nécessaires pour se présenter aux concours d'entrées des corps du ministère des Affaires étrangères, de la Marine, des Colonies, de la Ville de Paris. Les premiers étudiants admis aux concours le sont en 1875. Entre 1876 et 1878, sur 18 admis au Conseil d’État, 14 sont des anciens élèves de l'école ; en ce qui concerne l'Inspection générale des finances, sur 18 admis, 14 sont issus de l'école. En 1879, Boutmy écrit : « L'efficacité [de l'ELSP] dans tous les concours a été établie par des expériences répétées et elle jouit dès à présent d'un véritable monopole ».
Les effectifs augmentent considérablement : l'école passe de 89 admis lors de sa première année à 150 la quatrième, 232 à la huitième, et 260 à la dixième. Les locaux exigus de la rue de l'Abbaye ne suffisant plus, l'école s'installe rue des Saints-Pères, où le loyer est multiplié par deux, atteignant 10 000 francs. En 1879, l'école rachète l'hôtel de Mortemart, au 27, rue Saint-Guillaume, grâce à la généreuse donation d'un million de francs-or (4M€ de 2013) de Maria Brignole Sale De Ferrari, duchesse de Galliera, pour 410 000 francs. L'école commence alors à être fréquentée non plus seulement par des enfants de la noblesse et de la haute bourgeoisie, mais aussi par des enfants de fonctionnaires, de la petite ou même moyenne bourgeoisie. En 1876, Boutmy propose à des étudiants de signer un engagement à rembourser leurs frais de scolarité après avoir obtenu leur diplôme ; dès 1891, des banques octroient des bourses d'études à des employés méritants.
Aussi, de nouveaux enseignants issus de la faculté de droit de l'université de Paris doivent être recrutés. Louis Renault (futur prix Nobel de la paix), Charles Lyon-Caen, Ernest Désiré Glasson sont les premières nouvelles recrues. En 1885, Lucien Lévy-Bruhl est recruté pour enseigner la sociologie, aux côtés de Théophile Funck-Brentano et Émile Cheysson. Gabriel Tarde, enfin, est recruté en 1897 et enseigne jusqu'en 1899 les sciences criminelles, et jusqu'en 1900 la psychologie économique. L'économie se développe particulièrement, avec en 1887 pas moins de 27 cours d'économie assurés. De manière générale, beaucoup d'enseignants sont issus de l’École normale supérieure. Dans le cadre de sa professionnalisation, l'exigence de la rédaction d'une thèse est  abandonnée en 1904. 
En 1883, l'école a 26 professeurs, dont 3 issus du Conseil d’État, 3 du ministère des Finances (dont Alfred de Foville qui enseigne les finances publiques), un directeur du ministère des Travaux publics ; un issu de la Cour des comptes ; mais aussi le secrétaire général de la préfecture de Paris et un administrateur des postes (Édouard Lefebvre de Laboulaye). Afin de s'assurer que les élèves puissent préparer les concours en bibliothèque dans les meilleures conditions, Boutmy achète en 1886 l'hôtel d'Eaubonne voisin (25, rue Saint-Guillaume) pour 174 000 francs, et y installe la bibliothèque de Sciences Po, grâce à un nouveau don d'un généreux mécène. Un amphithéâtre de 200 places est créé. En 1896, l'école a 40 professeurs et 10 maîtres de conférence.
Certains cours donnés à l'école ont une grande fécondité académique et provoquent l'émergence de disciplines : l'histoire diplomatique se développe à la suite du cours d'Albert Sorel. Un des fondateurs du droit administratif français, Léon Aucoc, s'il ne donne pas cours, est membre du comité de perfectionnement de l'école et de son conseil d'administration en 1896. Le conseil d'administration réunit alors le baron Alphonse Chodron de Courcel, le prince d'Aremberg, et d'autres personnalités proches de l'industrie qui incitent l'école à ouvrir en 1890 des enseignements liés à la banque, aux assurances, ou encore à la comptabilité. Le conseil de perfectionnement de l'école est composé d'anciens ministres (Léon Say, Adolphe Vuitry, Hippolyte Carnot), d'un sénateur (Henri Martin), mais aussi de parlementaires en fonction (Francis Charmes, Rigot). L'école noue des partenariats avec la Banque de France, le Crédit foncier et la Compagnie des chemins de fer du Nord.
Les innovations pédagogiques et les programmes de cours permettent à l'école de recevoir des prix et récompenses lors de l'exposition universelle de 1873 ainsi qu'à celles de 1889 et de 1900. L'école sert de modèle à l'Istituto Cesare Alfieri et à la London School of Economics et est sollicitée pour son expertise par l'université de Louvain. En 1891, Boutmy crée le grand oral, rite initiatique qui doit permettre d'évaluer la capacité de formulation de problématique et de réponse concise d'un candidat ; il devient obligatoire en 1894. En 1897, il y a 558 étudiants, chiffre que Boutmy considère comme un maximum. Dès 1888, le diplôme de l'ELSP est reconnu par décret du 25 avril 1888 comme équivalent aux licences de droit, de lettres et de sciences.

## Directorat Leroy-Beaulieu

### Réformes de la scolarité
Émile Boutmy meurt en 1906. Sur proposition du fondateur, Anatole Leroy-Beaulieu est élu directeur. Il est rémunéré 15 000 francs par an. Il y a alors 600 nouveaux inscrits par an dans l'établissement, et 15 % des étudiants sont étrangers.
La mort de Boutmy n'ébranle pas l'école dans la mesure où ses traits caractéristiques ont déjà été fermement institués. La culture de l'éloquence et de la synthèse des idées est ancrée dans l'établissement ; le Grand oral qui conclut la scolarité à l'ELSP pèse pour plus de la moitié de la moyenne finale du diplôme. La classe préparatoire aux concours de la haute fonction publique est créée sous la forme d'une année complémentaire.
La principale réforme de l'école sous Leroy-Beaulieu est le pivot pédagogique vers le monde des affaires et de l'entrepreneuriat. Si l'école de Boutmy continue de fournir à l’État ses cadres, Leroy-Beaulieu crée des préparations aux carrières dans le secteur privé, dans la banque, et dans les chemins de fer. Une formation continue pour des professionnels du monde des affaires est ouverte.

### Internationalisation de l'école
Si le nombre d'élèves croît de 20 % sous son directorat, le nombre d'élèves d'origine étrangère augmente, lui, de 60 %. Convaincu de la nécessité de mieux accompagner les étudiants étrangers, il crée des conférences de méthode et des cours spécifiques aux internationaux.
Leroy-Beaulieu dirige l'école de la mort de Boutmy jusqu'en 1912, date à laquelle il meurt à son tour. Il laisse à l'école une partie de sa bibliothèque personnelle.

## Directorat d'Eichthal

### Poursuite de la politique de croissance (1912-1914)
Le conseil d'administration propose à Louis Renault la direction de l'école, qui refuse ; Eugène d'Eichthal, qui était un membre de longue date du conseil (depuis 1898) et qui le présidait (depuis 1911) devient directeur, initialement à titre provisoire. Une période de direction s'ouvre qui ne s'achève qu'en 1936, date de sa propre mort à l'âge de 92 ans. Lorsque d'Eichthal devient directeur, 85 % des étudiants sont inscrits en cursus de droit en plus de leurs études à l'ELSP. La section économique et financière, créée en 1883, a un succès immédiat et ses effectifs dépassent ceux des autres sections ; elle est ainsi divisée en deux sections, finances publiques et finances privées, en 1910.
La taille de la faculté s'accroît avec le nombre d'étudiants et de cours assurés. Cela incite l'établissement à acquérir l'hôtel du Lau d'Allemans situé au 29, rue Saint-Guillaume, en 1912, qui devient le nouveau cœur de l'école avec le « Grand hall » et la Péniche, aménagés dans les années 1930. En 1913, l'école propose 36 cours. En 1919, l'école admet ses six premières élèves, dont une française. L'école s'est assez diversifiée pour ne plus être uniquement une antichambre de la haute administration : en 1920, 40 % des étudiants sont inscrits en section économie et finance.

### Première Guerre mondiale (1914-1918)
Toutefois, le développement de l'école est fortement ralenti durant la Première Guerre mondiale, car beaucoup d'enseignants et la quasi-totalité des étudiants sont mobilisés au front ; la rentrée ne peut avoir lieu en 1914, et elle est repoussée en 1915. Si 800 élèves étudiaient au sein de l'école en 1914, il n'en reste plus que 72 en 1915. 326 étudiants et enseignants sont tués. Sur les 230 avocats parisiens tués, 23 sont issus de l'école. Certains enseignants de premier plan sont tués à la guerre, tels que Pierre Leroy-Beaulieu.

### Reprise du développement (1918-1936)
La croissance de l'école reprend pendant l'entre-deux-guerres. D'Eichthal est fermement convaincu de la nécessité d'accueillir des étudiants étrangers ; les élèves internationaux augmentent et représentent alors 26 % des effectifs estudiantins, quasi-exclusivement inscrits au sein de la section diplomatique. L'enseignement des langues vivantes se développe. Du fait de la hausse de l'attractivité de l'école, d'Eichthal impose l'obtention du baccalauréat pour l'admission en 1931,. Les étudiants étrangers doivent passer un examen de français.
Si la disposition des locaux de l'école est restée à peu près la même depuis le rachat de l'hôtel d'Eaubonne en 1886, René Seydoux convainc le directeur de mener à bien de grands travaux travaux de rénovation dans les bâtiments. Les deux premiers amphithéâtres sont créés, pour faire place aux 1 700 à 1 900 élèves de l'école, dans le bâtiment du 29, rue Saint-Guillaume, qui est relié au 27, dont l'amphithéâtre Boutmy. Le sous-sol du 29 accueille une salle de sport. La bibliothèque passe de 80 à 250 places.
En 1923, l’École libre des sciences politiques signe le premier accord de Junior Year Abroad avec l'université du Delaware et accueille en moyenne 20 % d'étudiants étrangers durant l'entre-deux-guerres. D'Eichthal envoie un membre du conseil d'administration à la Harvard Business School afin qu'il en rapporte les maquettes pédagogiques.
Si Boutmy était favorable à l'admission des femmes dès 1904, le conseil d'administration ne l'accepte qu'à partir de 1919, date à laquelle six sont admises,. Elle doivent obligatoirement être titulaires du baccalauréat, exigence qui frappera également les étudiants masculins à partir de 1931. En 1928, il y a plus d'une centaine d'étudiantes, soit 10 % du corps étudiant. Seule la moitié quitte l'école en ayant reçu le diplôme. La première femme diplômée, Miriam Jaffé, obtient le premier prix de sa section (Section économique et sociale) ; Jeannie de Clarens est majore de la section Finances privées en 1939. Jusqu'à la fin de l'entre-deux-guerres, le nombre d'élèves féminines stagne à 10 %. Un examen spécifique pour les femmes sera instauré pendant la Seconde Guerre mondiale, supprimée dès 1945. En 1930, l'association des anciens élèves de l'école accorde une subvention à l'école pour qu'elle distribue des bourses aux étudiants précaires et méritants.
En 1935, à la fin du directorat du baron d'Eichthal, la quasi intégralité des candidats admis aux concours du Conseil d’État, de l'Inspection générale des finances et des Affaires étrangères sont issus de l'ELSP.

## Directorat Seydoux

### Développement et remise en cause (1936-1939)
La fin de la Troisième République est une période contrastée pour l'école. La mort du baron d'Eichthal requiert l'élection d'un nouveau directeur ; celui-ci a choisi André Siegfried, qui a refusé le poste. Un comité de direction, composé d'Ernest Picard, le secrétaire général Lebée, Romieu et Siegfried, gère l'école provisoirement, et René Seydoux est chargé de l'exécution des décisions. Son frère Roger Seydoux, élu en 1937, peine à prendre la relève d'un directeur qui a marqué l'école par son volontarisme.
Aussi, l'arrivée au pouvoir du Front populaire est marqué par une remise en cause de l'établissement de la rue Saint-Guillaume. Les leaders du Front populaire tiennent l'école pour un lieu élitaire, et l'oppose à l’École normale supérieure de la rue d'Ulm, dont sont issus certains de ses dirigeants (Léon Blum, Édouard Herriot). L'école met en place une stratégie pour contrecarrer publiquement les critiques et montrer sa bonne volonté. Le comité de direction propose d'ouvrir une cinquantaine de nouvelles bourses pour les étudiants, ce qui est fait dès 1936 ou 1937 avec les bourses Boutmy financées par la Fondation Boutmy, au nombre d'une soixantaine par année scolaire,. La désagrégation du Front populaire et la reconfiguration de l'alliance des radicaux en 1938 sauve l'école.

### Turbulences pendant la Seconde guerre mondiale (1940-1944)
Lors de la Seconde guerre mondiale, le site parisien est fermé par la Wehrmacht, qui soupçonne l'école d'être un foyer de républicains et de résistants. Roger Seydoux, secondé par Jacques Chapsal, essaie de négocier pour obtenir la réouverture de l'hôtel de Mortemart. La présence de cadres de la droite réactionnaire au sein du conseil d'administration de l'école et ses réseaux d'anciens élèves permet à l'établissement de rouvrir à Paris au bout de six semaines, dès octobre 1940, avec l'accord du régime nazi et du régime de Vichy.
La rentrée a lieu, quelques livres sont retirés de la bibliothèque par les nazis, tandis que « deux ou trois cours d'actualité diplomatique et internationale furent retirés du programme ». L'épuration touche l'école, dont les enseignants juifs tels que Jacques Rueff sont renvoyés. Toutefois, parce que l'école est privée, elle peut recruter des enseignants limogés du système universitaire public parce que juifs ou francs-maçons, comme Jules Basdevant. Abel Bonnard, ministre de l'Instruction publique, prévoit de supprimer l'école, qu'il considère comme trop gaulliste.
Afin de sécuriser la scolarité, l'école part s'installer provisoirement à Angers, puis à Lyon, au 15, quai Claude-Bernard, sous le nom de Centre d'études politiques et administratifs en 1940, sous la direction de Philippe Baume. Une antenne ouvre à Alger en 1942, à laquelle Louis Joxe prend part.
Cela n'empêche pas d'importantes réformes d'être décidées. La scolarité est allongée pour tous les élèves à trois ans en 1940 ; la première année est appelée année préparatoire. Seuls les élèves issus d'autres Grandes écoles peuvent se passer de la première année. Chaque étudiant a l'obligation de se rendre à au moins une conférence de méthode par an. Le sport devient obligatoire. L'école devient un centre de la Résistance, sert de lieux de réunion aux mouvements clandestins et sert à fabriquer des faux papiers. L'ELSP a peu de contacts avec l'occupant ; toutefois, Seydoux fait l'objet de remontrances de la part d'Abel Bonnard, qui condamne notamment les cours de Gaëtan Pirou, et Jean Borotra vient inspecter les cours de sports de l'école.
En 1941, une grande réforme pédagogique instaure une scolarité en trois ans, composée d’une année dite préparatoire (l’AP) et de deux années de deuxième cycle au sein de quatre sections (Service public, Économie-finance, Section générale et Section internationale), qui conduit à l’obtention du prestigieux diplôme de Sciences Po à l’issue d’une série d’épreuves dont le « grand O » (grand oral).
En 1941 également, Suzanne Bastid devient la première femme titulaire d'un cours magistral à Sciences Po, en droit international. La suivante est nommée en 1968.
En 1942, cinq bourses sont mises en place pour des instituteurs choisis par le ministère de l'Éducation nationale.

### Nationalisation par le Gouvernement provisoire (1945)
Dès avant la fin de la Seconde Guerre mondiale, en février 1945, les communistes proposent au sein du Gouvernement provisoire de la République française la nationalisation de l’École libre des sciences politiques. La nationalisation se veut à la fois un projet démocratique, mais aussi une sanction vis-à-vis d'une école qui a formé les élites administratives qui ont majoritairement collaboré avec le régime de Vichy. L'école était par ailleurs citée par des intellectuels de l'époque comme la cause de la défaite de 1940, à l'image de Marc Bloch qui, dans L'Étrange Défaite, qualifie l'école de Boutmy d'« asile préféré des notables ».
Le projet connaît toutefois des réticences. Sur les 13 ministres du gouvernement provisoire, 8 sont passés par l'école d’Émile Boutmy, ainsi que des grands résistants. Quasiment tous les partis du Conseil national de la Résistance sont en faveur de la liberté d'enseignement. Michel Debré hâte donc les négociations avec l'administration de l'école afin, officiellement, qu'elle soit transformée d'ici la rentrée de 1945 ; l'objectif est aussi d'entériner la transformation de l'établissement avant les nouvelles élections, car une victoire communiste aurait bloqué le projet.
Afin de négocier au mieux, l'école met en retrait les enseignants et dirigeants les plus critiqués et polémiques tels que Paul Tirard, haut fonctionnaire ayant pantouflé. L'école met en avant André Siegfried, ministre sous la Troisième République et professeur au Collège de France, et Roger Seydoux, connu pour sa proximité avec la Résistance. Ces deux derniers sont reçus par Charles de Gaulle, qui leur assure de son refus de nationaliser intégralement l'école comme l'exige Pierre Cot. Des personnalités comme André Philip défendent l'école.
L'école est nationalisée, et intégrée à l'université de Paris, le 9 octobre 1945. Elle est rebaptisée Institut d'études politiques de l'Université de Paris. Le même jour, une ordonnance crée la Fondation nationale des sciences politiques (FNSP), qui reçoit le patrimoine et la gestion administrative et financière de l’École libre, qui demeure ainsi moins contrainte que les autres établissements universitaires français. L'exposé des motifs de l'ordonnance rend hommage à l'école en la transformant : « Aujourd'hui, après de nouvelles guerres, la République reprend la politique qui avait été, en 1871, celle de Boutmy et de ses amis. Elle veut développer la culture économique et sociale des étudiants [...] Elle a fourni un effort remarquable à l'avant-garde de l'Université française pour le développement de la culture française ; elle a su créer parmi ses étudiants les plus méritants un esprit de corps qui a eu ses qualités ; au cours des récentes épreuves, elle est devenue un foyer actif de résistance à l'occupant ». Ainsi, la FNSP et l'Institut d'études politiques doivent « garder la flamme qui a animé la plus grande partie de ses dirigeants ». D'autres instituts d'études politiques sont créés par la suite dans plusieurs grandes villes de France.

## Directorat Chapsal

### Refondation de l'Institut et réformes intérieures (1947-1968)
En 1947, Jacques Chapsal devient directeur en remplacement de Roger Seydoux, qui s'engage dans une carrière diplomatique ; il occupera ce poste jusqu'en 1979. Chapsal développe considérablement l'école tout en veillant à son équilibre financier. Il réforme la scolarité, et crée un troisième cycle destiné à la recherche en 1956 avec Jean Touchard. Il crée également des laboratoires de recherche, à savoir le centre de recherches internationales (CERI) en 1952 et le centre de recherches politiques (CEVIPOF) en 1960. Une école doctorale est aussi créée dans les années 1950, dont 20 % des étudiants sont alors d'origine étrangère. Cela est concomitant au recrutement des premiers enseignants permanents de l'Institut. En 1974, un cycle de formation continue est ouvert. En 1976, il fonde les Presses de Sciences Po. Afin de ne pas négliger la science économique, l'Institut scientifique de recherches économiques et sociales (ISRES), fondé par Charles Rist, est rattaché à l'école en 1952. Le nombre d'étudiants internationaux croît considérablement sous sa direction : de 270 en 1937, leur nombre évolue à 792 en 1961.
Le financement de l'établissement est permis par le concours de l'État, les frais de scolarité, mais aussi un mécénat actif. La Fondation Carnegie pour la paix internationale fait don de sa collection de 12 000 ouvrages à la bibliothèque de l'école en 1950. L'établissement reçoit aussi des fonds de la Fondation Rockefeller et de la Fondation Ford, qui financent des programmes de recherche ou des mobilités internationales.
L'accroissement des effectifs de l'établissement est net : si en 1937, l'école comptait 1 528 élèves, il en compte en 1961 2 566. Or, la vision de Boutmy avait été celle d'une école à taille humaine, qui permette de ce fait un rapport direct entre le corps enseignant et les élèves. L'IEP et la FNSP mettent en place une commission chargée de définir les orientations futures de l'Institut en termes de recrutement. Le conseil d'administration vote en faveur d'une sélection accrue.
La question de l'organisation des filières (sections) au sein de l'établissement est aussi posée. L'administration rééquilibre les différentes sections afin que la section « Affaires publiques » (AP) ne demeure pas la plus prisée. En 1960, 38,7 % des diplômés ont étudié en section AP et 36,8 % dans la future filière « EcoFi ». En 1962, les sections économiques, financières, liées aux affaires, sont fusionnées et renommées « EcoFi ». L'année suivante, la section dite générale est renommée en « Politique et Sociale ». Un stage en entreprise est inséré entre la deuxième et la dernière année du diplôme.

### Politique immobilière
Sous le directorat de Chapsal, l'école met en œuvre une politique de développement immobilier de l'Institut. L'entrée à triple porte du 27, rue Saint-Guillaume est dessinée par Henri Martin — qui avait créé les grands amphithéâtres dans les années 1930 — en 1949. L'IEP se porte en 1946 acquéreur de l'hôtel de Cossé, dit de la Meilleraye, no 56-58 de la rue des Saint-Pères, derrière l'IEP, pour 41 millions de francs ; les jardins des deux établissements sont contigus. L'École nationale d'administration, créée en même temps que l'IEP, s'installe dans ce bâtiment jusqu'en 1978. En 1953, l'hôtel de La Bretesche sis au 30, rue Saint-Guillaume, est également acheté.

### Révolte estudiantine (1968)
Un projet émerge au milieu des années 1960 visant à faire migrer la première année d’études (Année préparatoire - AP) de l'IEP sur le campus naissant de l'université Paris-Nanterre. Une antenne administrative est installée dans un bâtiment de Nanterre, mais les évènements de Mai 68 empêchent la première rentrée de l’année préparatoire à Nanterre d'avoir lieu.
Le jeudi 16 mai, l'assemblée générale des élèves de l'Institut est rassemblée, et le 27, rue Saint-Guillaume, est occupé par des étudiants internes et externes à l'établissement. Sciences Po est rebaptisé « Institut Lénine », l'amphithéâtre Boutmy en Che Guevara, et un amphithéâtre en Rosa Luxemburg. Par 1 400 voix contre 1 000, une motion radicale de l'UNEF est adoptée et un conseil étudiant est élu, que le directeur Chapsal reconnaît comme légitime. Des enseignants sont à leur tour élus dans le cadre d'une commission paritaire avec les représentants des étudiants, parmi lesquels Alfred Grosser, Alain Lancelot et Jean-Michel Bloch-Lainé. François Mitterrand et Claude Estier sont invités à débattre au sein de l'institut, mais ne rencontrent pas l'adhésion. Des étudiants d'Occident passent par les bâtiments de l'ENA, de l'autre côté du jardin, pour envahir la Péniche.
Sciences Po Paris reste ainsi intra muros. La direction rapatrie l’AP dans les anciens locaux de l'OTAN à Dauphine, où elle restera jusqu’en 1975, tandis que l'université de Paris Nanterre récupère le bâtiment G, au profit notamment des enseignements de sciences économiques. Les enseignements sont donnés à partir de 1975 au 9, rue de la Chaise.
L'université de Paris est démembrée en 1969 par la loi Edgar-Faure. L'institut prend alors son nom actuel d'Institut d'études politiques de Paris et devient un établissement public à caractère scientifique et culturel, distinct des universités, en application du décret du 18 janvier 1969. Sa gestion est déléguée à la FNSP. Afin de tirer profit de la crise de Mai 68, les statuts sont réformés pour permettre aux étudiants (1969) puis aux salariés (1972) d'avoir un siège au conseil d'administration.

### Célébration du centenaire (1972)
L'école célèbre, en 1972, le centenaire de sa fondation. Le président de la République, Georges Pompidou, à la fois ancien élève et ancien enseignant, préside la cérémonie qui se tient au théâtre des Champs-Élysées.

### Rapports avec l’École nationale d'administration
L'ENA, fondée en même temps que l'école de Boutmy est refondée, est jusqu'en 1978 située rue des Saints-Pères, dans un bâtiment qui n'était séparé du 27, rue Saint-Guillaume que par un jardin. Ainsi, dans le jargon des élèves de Sciences Po Paris, « traverser le jardin » signifiait réussir le concours d'entrée à l'ENA. Une convention signée entre les deux écoles requiert que Sciences Po mette à disposition de l'ENA des locaux, un secrétariat général, et une bibliothèque. En 1974, 85 % des admis à l'ENA sont issus de l'Institut d'études politiques de Paris.
En 1978, l'ENA emménage à l'hôtel de Feydeau de Brou, au no 13 de la rue de l'Université et abandonne le bâtiment de la rue des Saints-Pères, qui est affecté à l'IEP. Le mur séparant les deux jardins est abattu et les deux bâtiments sont reliés par un jardin ; la pente légère au milieu de celui-ci signale aujourd'hui l'ancienne séparation.

## Directorat Gentot

### Accroissement des enseignements (1979-1987)
En 1979, Jacques Chapsal quitte le poste directorial après trente-deux ans de mandat, pour prendre sa retraite. Il choisit Michel Gentot, ancien élève et enseignant, comme successeur. Le conseil d'administration l'élit. Plusieurs grands centres de recherche sont créés sous sa direction auprès de la Fondation nationale des sciences politiques, dont le Centre d'histoire de Sciences Po.
Michel Gentot souhaite que l'Institut ne soit pas qu'à visée professionnelle, mais enseigne aussi les fondements des sciences sociales. Il encourage l'enseignement de l'économie et la discipline compte rapidement pour au moins le tiers, et jusqu'à la moitié, des cours des élèves. Il recrute des enseignants de philosophie politique et de philosophie de l'histoire. Il fait ouvrir des cours sur le rapport entre la société et les arts.
L'action du directeur Gentot est aussi tournée vers l'international. L'Institut d'études politiques de Paris contribue à fonder un Institut d'études politiques à Bogota, et signe un partenariat avec la China Foreign Affairs University.
La promotion 1986, qui compte parmi ses élèves nombre de futures célébrités — Isabelle Giordano, Alexandre Jardin, David Pujadas, Anne Roumanoff, etc. —, sera l'objet en 2004 d'un livre de la journaliste Ariane Chemin, La Promo. Cette année-là, il y a 4 900 étudiants au sein de l'établissement.

### Augmentation des frais de scolarité
Le directorat Gentot se fait tout d'abord sous le signe des difficultés budgétaires, les frais de scolarité n'ayant pas évolué depuis 1967, lorsqu'ils avaient été fixés à 190 francs (237 € actuels environ avec l’inflation). La dotation étatique avait elle été divisée par deux depuis 1968 du fait de la politique de rigueur menée à la suite du choc pétrolier. Gentot fait passer les frais de 190 francs à 500 FF à la rentrée 1984 (140 € actuels avec l’inflation), pour atteindre 920 FF (237 € actuels environ) annuels à la rentrée 1986.
Dans le même temps, il mit en place une politique d’exonération de droits (qui représentent 350 000 FF en 1986) et développa l’attribution de bourses sur critères sociaux (soit un budget de 650 000 FF en 1986). Son successeur Alain Lancelot poursuit cette politique : de 1000 FF (249 € environ) en 1987, les droits d’inscription atteindront 5 600 FF (1 157 €) en 1994. En contrepartie, l’institution augmente très substantiellement l’aide sociale : en 1991, la part des droits allouée à la redistribution sociale (exonérations et bourses) oscille entre 36 et 39 % (6 MF) ; l’exonération profite à un étudiant sur quatre (26 %) et 421 étudiants (12 %) bénéficient de bourses complémentaires Institut-Fondation.

### Transformation en grand établissement (1985)
Le décret du 10 mai 1985 accorde à l'IEP le statut de grand établissement créé par la loi Savary. Or, ce statut particulier lui donne une large autonomie et lui permet notamment de fixer librement le montant de ses droits de scolarité, en vertu de l'arrêté du 5 août 1991, qui délègue la fixation des montants des droits de scolarité afférents aux diplômes propres au conseil d'administration des établissements. Ce statut permet à Sciences Po de préserver son autonomie en matière de gestion financière et de ressources humaines, de recrutement étudiant et enseignant, et de choix pédagogiques et scientifiques.

## Directorat Lancelot

### Réformes (1986-1993)
En 1987, Michel Gentot décide de ne pas se représenter pour un troisième mandat. Il nomme le politologue Alain Lancelot comme son successeur. Ce dernier est alors le directeur du Centre de recherches politiques de Sciences Po, le plus important laboratoire de recherche de l'Institut. Lancelot devient ainsi directeur cette année-là.
En 1989, la réforme pédagogique des études initiée par le directeur Alain Lancelot met l’accent sur la culture générale, l’internationalisation et la professionnalisation. Lancelot réintroduit la géographie et la géopolitique au sein de l'établissement. Il crée une filière d'affaires européennes au sein de la Section internationale. En 1993, Alain Lancelot crée l'école doctorale. Il crée un programme d'études européennes au sein de l'école doctorale.
En 1993, l'adjoint de Lancelot, Richard Descoings, permet, sous la direction du professeur Jean-Jacques Rosa, le lancement du premier Master of Business Administration de Sciences Po (MBA SciencesPo), formation bilingue diplômante et accréditée à l’international destinée au management et au monde des affaires.

### Réformes financières (1994-1996)

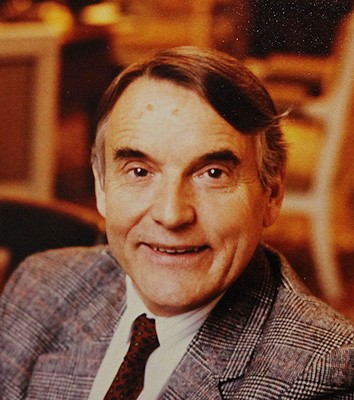
Alain Lancelot.

En 1994, Alain Lancelot lance une réforme visant à réduire cette part des droits de scolarité affectée à l’aide sociale, en remplaçant les bourses par des emprunts à intérêt faible et remboursables après l'entrée dans la vie professionnelle. Ceci provoque l'un des mouvements de protestation les plus longs de l'histoire de l'établissement depuis 1968. Une « grève générale et illimitée » finit par éclater en janvier 1995 ; l'amphithéâtre Émile-Boutmy est occupé trois jours durant et est rebaptisé du nom du castrat Farinelli, au motif que la direction voulait « couper les bourses ». La réforme est finalement retirée et l’institution adopte une « charte sociale » qui indexe le montant affecté aux bourses sur les rentrées des droits d’inscriptions. Alain Lancelot ne demandera pas le renouvellement de son mandat l'année suivante. Richard Descoings, son directeur adjoint, lui succède alors.

## Directorat Descoings

### Développement de l'école (1998-2012)
L'article 74 de la loi du 2 juillet 1998, qui modifie l'ordonnance du 9 octobre 1945, renforce les liens entre Institut et Fondation, qui sont désormais d'ordre législatif.
Richard Descoings assure la transition de l'école de son ancien système de diplômes au système L-M-D (licence, master, doctorat). La réforme entre en vigueur en septembre 2000. En 2003, les sept DEA proposés par l'IEP sont transformés en des masters recherche, et les DESS en des masters professionnels. Les masters recherche sont placés sous l'autorité de l'école doctorale. De ce fait, l'année préparatoire (AP) est supprimée, ainsi que les sections, remplacées par les masters.
Une politique de renforcement de la recherche est mise en œuvre. Les budgets du CEVIPOF, du CERI, du Centre d'histoire et du Centre de sociologie des organisations augmentent, respectivement, de 54 %, 21 %, 70 % et 142 % entre 2003 et 2005.
En 2005, l'IEP acquiert le no 13 de la rue de l'Université.
La promotion 1999-2000 est la première à compter plus de femmes que d'hommes (51 %). À titre de comparaison, celle de 1975 atteignait seulement 35 %. Par la suite, plusieurs initiatives sont prises en faveur de l'égalité femmes-hommes : en 2010 est créé PRESAGE, un programme de recherche et d’enseignement des savoirs sur le genre, en 2013, le nouveau directeur Frédéric Mion nomme davantage de femmes à des postes stratégiques et lance une mission égalité femmes-hommes et une cellule d’écoute de veille et d’écoute sur le harcèlement sexuel. En 2018, deux amphithéâtres de l'établissement sont renommés en hommage à deux anciennes élèves (Simone Veil et Jeannie de Clarens).

### Création de la voie d'admission Convention éducation prioritaire (2001)
Le directorat Descoings crée, en 2001, une voie d'admission parallèle à Sciences Po, fondée sur les principes de la discrimination positive, afin d'ouvrir socialement l'école, qui compte alors une proportion de boursiers particulièrement faible, et recrute principalement en Île-de-France. La création du dispositif fait l'objet d'un accord avec les syndicats étudiants, contre quoi ces derniers s'engagent à ne pas protester contre la hausse des frais de scolarité et leur adaptation en fonction du niveau de rémunération des parents. L'ouverture de la voie d'admission fait l'objet de critiques comme de soutiens et ouvre un débat de fond dans les médias français sur le recrutement social au sein des Grandes écoles. Une étude réalisée dix ans plus tard montre que les étudiants admis selon la procédure CEP occupent généralement des postes similaires à ceux admis selon le concours.

### Hausse des frais de scolarité (2003-2005)
En 2003, une réforme des frais de scolarité est annoncée, établissant un barème de frais d'inscription allant de la gratuité pour les boursiers à 4 000 € pour les étudiants issus des familles ayant les revenus les plus élevés ; elle entre en vigueur à la rentrée 2004. À la rentrée 2005, les critères sont revus et le barème modifié, les frais atteignant jusqu'à 5 000 €. Les frais de scolarité atteignent jusqu'à 13 820 euros par an pour les élèves issus des familles les plus aisées en 2011. Parallèlement, la réforme porte ses premiers fruits : de 2004 à 2006, le nombre de boursiers passe de 321 à 511, portant leur part à 15% des effectifs en 2006.

### Création de l'école de journalisme (2004)
Le projet d'une école de journalisme fait l'objet de travaux en interne à partir du début des années 2000. Michèle Cotta, Emmanuel Hoog, Roland Cayrol, Jean-Louis Missika, Éric Dupin et Arnaud Mercier travaillent sur les programmes et la création du cursus. L'école de journalisme ouvre à la rentrée 2004.

### Développement de l'école de droit (2007)
L'Institut d'études politiques cherche, à partir du début des années 2000, à étendre son offre relative au droit. En 2007, le directorat Descoings obtient du gouvernement que les étudiants de Sciences Po aient le droit de présenter le concours d'avocat. Si historiquement, tous les diplômés en avaient le droit, les universités s'étaient vues accorder un monopole sur la formation des futurs avocats à partir de 1994. En 2002, dans le sillon de la réforme du processus de Bologne, des professeurs d'université exercent alors — avec succès — un lobbying sur les autorités compétentes, afin d'empêcher que les grandes écoles ne soient autorisées à présenter leurs étudiants au CRFPA. L'épisode suscite la colère de nombreux universitaires, qui craignaient une concurrence déloyale entre d'une part des universités démocratiques et non sélectives et d'autre part des grandes écoles, autorisées à sélectionner leurs étudiants et disposent de ressources financières supérieures à celles universités (le budget par étudiant à Sciences Po est dix fois supérieur au budget par étudiant dans une université),. Certains professeurs de droit estimaient ainsi que les meilleurs étudiants et professeurs préfèreraient étudier et enseigner à Sciences Po plutôt que dans les facultés de droit. Leur tentative de faire annuler l'arrêté de 2007 par le Conseil d'État échuoue,. Les craintes des professeurs d'universités ont été dans une certaine mesure confirmées. Ainsi, en 2010, un professeur de droit public notait à nouveau la captation des étudiants et des enseignants.
En parallèle de ces développements administratifs et juridiques, plusieurs rapports réalisés à la demande du gouvernement, viennent souligner certaines défaillances de l'enseignement juridique universitaire. Dans ce contexte, et avec le soutien du barreau, notamment du barreau d'affaires parisien, Sciences Po crée l'école de droit en 2009, avec pour ambition de proposer une alternative à l'enseignement juridique universitaire, perçu comme péchant par dogmatisme, franco-centrisme et critiqué par certains praticiens comme peu adapté à la pratique du droit,,.

### Gestion budgétaire (1999, 2003, 2012-2013)
Le directorat Descoings est marqué par deux moments de remise en cause de la gestion budgétaire de l'établissement. En 1999, une note interne et une fronde soutiennent l'existence d'un dérapage budgétaire.
La Cour des comptes mène une enquête en 2002, et publie en 2003 un rapport nuancé. Il souligne que certains frais, comme ceux de réception, ont fortement augmenté.
La Cour des comptes publie en novembre 2012 un rapport plus critique sur la gestion financière de l'établissement. Jugeant sévèrement la gestion financière de la direction depuis 2005, elle note des dysfonctionnements relatifs à la fixation de « primes exorbitantes » que s'accordent les dirigeants en dehors d'un cadre formel de vote défini, ainsi que la hausse de 60,4 % du salaire de Richard Descoings entre 2005 à 2011 (à 505 806 euros en 2011, contre 160 085 euros pour un président d'université). Ces augmentations se sont déroulées sans que le conseil d'administration en soit informé, et n'étaient pas en accord avec les règles fixées par le Code général des impôts. Le rapport dénonce également un emprunt « toxique », risqué pour l’institution, et le coût moyen élevé des étudiants (selon Le Monde, pour un étudiant payant les droits maximums au tarif 2010, « de 51 700 euros sur cinq ans, contre plus de 35 000 euros pour HEC et 38 500 euros pour l'Essec »), les salaires de certains enseignants qui « effectuent 30 % de leur service mais sont payés 100 % » et enfin l'absence de tout contrôle exercé par l'État. Dans son rapport final, la Cour des comptes « se réserve de donner des suites juridictionnelles au vu des pièces en sa possession ».

### Succession et réorganisation (2012-2013)
Richard Descoings meurt en avril 2012 à New York. Le directeur adjoint, Hervé Crès, est nommé administrateur provisoire de l'école, puis est élu à ce poste le 30 octobre 2012 par le conseil de direction. Le ministère de l’Enseignement supérieur et de la recherche, estimant après la publication d'un rapport de la Cour des comptes que « les conditions ne sont pas réunies pour donner suite aux délibérations des deux conseils dirigeants de Sciences Po et pour procéder à la nomination d’un directeur », suspend la nomination de Hervé Crès et remet en cause la gouvernance exercée alors par Jean-Claude Casanova et Michel Pébereau qui sont visés par ce dossier.
La publication en 2012 d'un rapport sévère sur la gestion budgétaire de l'école entraîne un vent de fronde dans l'établissement : le 27 novembre, une assemblée générale, réunissant 230 étudiants, enseignants et salariés, - sur une communauté étudiante, enseignante et salariée d’environ 10 000 personnes -, a demandé « au président du conseil d'administration (Jean-Claude Casanova) et au président du conseil de direction (Michel Pébereau) de présenter leur démission ». Pébereau a fait savoir fin 2012 qu'il ne serait pas candidat à sa succession, et quitte la présidence du conseil de direction en mars 2013, Jean-Claude Casanova ne préside plus la FNSP depuis mai 2016, Olivier Duhamel lui ayant succédé à ce poste. Nommé administrateur provisoire de Sciences Po le 28 novembre 2012, le conseiller d'État Jean Gaeremynck assure ces fonctions jusqu'à la désignation de Frédéric Mion comme nouveau directeur, en mars 2013.

## Directorat Mion-Vicherat

### Réformes de la gouvernance (2013-2015)
Frédéric Mion, ancien secrétaire général du groupe Canal+, est nommé directeur de Sciences Po le 1er mars 2013. Il est reconduit dans ses fonctions en mars 2018. Il met en place un plan d’orientation stratégique intitulé Sciences Po 2022, publié au printemps 2014.
La période est celle d'une rénovation de la gouvernance, avec l'entrée en vigueur de nouveaux statuts début 2016 pour les deux entités qui la composent : la Fondation nationale des Sciences Politiques (FNSP) et l'Institut d'études politiques de Paris (IEP). Cette réforme, « la plus profonde depuis 1945 », clarifie la gouvernance de Sciences Po qui se dote de nouvelles règles, qui répondent aux observations de la Cour de comptes dans son rapport de 2012.

### Réformes des études (2015-2017)
Le directorat Mion met en place une réforme des maquettes pédagogiques. Une réforme du 1er cycle est engagée en mars 2017 : au sein du cursus de niveau licence, le Collège universitaire, trois filières de spécialisation sont créées en deuxième année. Aussi, la structuration du 2e cycle en écoles professionnelles se poursuit avec la création successive de l’École d’affaires publiques et de l’École urbaine (2015), puis de l’École du management et de l’innovation (2016). Il recrute l'ancien président du Conseil des ministres d'Italie Enrico Letta pour diriger la Paris School of International Affairs en 2015.
Sciences Po réalise fin 2016 l’acquisition d’un nouveau site, l’hôtel de l’Artillerie, d'une superficie de 14 000 m2, situé dans le 7e arrondissement de Paris, dont elle entend faire le nouveau cœur de son campus urbain et un lieu de « renouvellement pédagogique ». Le projet architectural de transformation du site en campus universitaire est dévoilé en janvier 2018. Il est confié à un collectif d'architectes emmenée par le promoteur Sogelym Dixence, et comprenant notamment les agences Jean-Michel Wilmotte, Sasaki, Moreau Kusunoki et Pierre Bortolussi.

### Affaire Duhamel et démission (2021)
L'affaire Duhamel, qui éclate en janvier 2021, provoque une onde de choc au sein de l'école. Accusé d'inceste dans un livre de sa belle-fille Camille Kouchner, Olivier Duhamel est contraint de démissionner de la présidence de la FNSP. Frédéric Mion est lui-même mis en cause en raison de sa proximité avec Duhamel mais nie d'abord avoir été au courant des accusations à son encontre. Cependant, un mois plus tard, un rapport de l'IGESR relève « qu'un mensonge a été commis par le directeur de Sciences Po » et que mis au courant des faits dès 2018, il avait tenté d'empêcher que l'affaire ne s'ébruite. C'est à la publication du rapport que Frédéric Mion annonce sa démission le 9 février 2021, admettant dans un communiqué des « erreurs de jugements » ainsi que des « incohérences dans la manière dont [il s'est] exprimé ». Le lendemain, le ministère de l'Enseignement supérieur et de la Recherche annonce la nomination de Bénédicte Durand, directrice de la formation, en tant qu'administratrice provisoire de l'IEP jusqu'à la désignation d'un nouveau directeur. Louis Schweitzer assure l'intérim à la tête de la Fondation nationale des sciences politiques. La désignation du futur directeur débute en mai 2021.
Dans ce contexte se développe sur les réseaux sociaux un mouvement de dénonciations d'actes de violences sexuelles commis dans les IEP. Il fait écho au mouvement #balancetonporc de 2017. Début février 2021, Anna Toumazoff, militante féministe, le lance en publiant des témoignages relatant des viols et exposant l'immobilisme de l'administration,. De nombreux étudiants évoquent une culture du viol, perpétuant l'impunité des agresseurs et cultivant l'omerta et l'inaction de l'administration des établissements universitaires.

### Directorat Vicherat (2021-2024)
Le 10 novembre 2021, Mathias Vicherat est élu directeur de l'IEP et administrateur de la FNSP par le conseil et le conseil d'administration de ces deux entités. Laurence Bertrand Dorléac devient pour sa part présidente de la FNSP. Le nouveau campus situé au 1, place Saint-Thomas-d'Aquin, est inauguré début 2022.
La direction poursuit poursuit la politique d'ouverture sociale de l'école en annonçant l'ouverture des admissions aux élèves issus de lycées professionnels. L'augmentation des frais de scolarité en 2022 (+7,5 %) provoque une contestation des syndicats étudiants.
Mathias Vicherat démissionne le 13 mars 2024 du fait de son renvoi au tribunal correctionnel dans le cadre d'accusations de violences conjugales. Il est remplacé par un administrateur provisoire, Jean Bassères. Il gère notamment des manifestations au sein et à l'extérieur du campus parisien, puis de certains campus provinciaux, en faveur de la cause palestinienne, en avril 2024. Les manifestations sont toutefois assez limitées. Si la présidente de la région Île-de-France Valérie Pécresse annonce retirer les subventions accordées à l'école, l'État les maintient.

## Directorat Vassy

### Réforme des admissions (2024-2026)
Luis Vassy met en place une réforme des voies d'admission à l'école, par le biais d'une hausse des coefficients attribués aux épreuves nationales du baccalauréat, au détriment du contrôle continu, et annonce le retour d'un concours écrit pour 2026.
Le conseil d'administration adopte une doctrine de « réserve institutionnelle », permettant de déterminer si l'Institut d'études politiques prendra, ou non, position sur des sujets politiques.